# CD Projekt Red
CD Projekt Red — польський розробник відеоігор, що базується у Варшаві та належить компанії CD Projekt. Студія відома за створення серії відеоігор The Witcher і Cyberpunk 2077. Вона володіє компанією The Molasses Flood, а також має структурні підрозділи у Кракові, Вроцлаві, Ванкувері та Бостоні. Станом на 2023 рік CD Projekt Red працевлаштовує 615 співробітників, які працюють під керівництвом Адама Бадовського.
CD Projekt заснувала студію в лютому 2002 року для розробки оригінальних ігор. Після цього CD Projekt Red почала роботу над своїм дебютним проєктом — рольовим бойовиком The Witcher за мотивами творів Анджея Сапковського «Відьмак». Студія натрапила на труднощі, оскільки не мала досвіду в створенні відеоігор, тому витратила перші роки свого існування на організацію виробничого процесу. The Witcher була випущена у 2007 році та отримала загалом схвальні відгуки, а через кілька років було випущено її продовження — Assassins of Kings. Згодом студія розробила The Witcher 3: Wild Hunt, яка здобула визнання критиків і є однією з найкасовіших ігор, а також вважається однією з найкращих відеоігор.
Іншим проєктом CD Projekt Red є черговий рольовий бойовик Cyberpunk 2077, що ґрунтується на настільній грі Cyberpunk від Майка Пондсміта. Cyberpunk 2077 розроблялася впродовж багатьох років і була однією з найочікуваніших відеоігор. Після її випуску у 2020 році CD Projekt і сама студія стали об'єктом розслідування та колективних позовів через передбачувані спроби применшити серйозність технічних проблем у версіях гри для консолей восьмого покоління. CDPR також розробила пропрієтарний ігровий рушій REDengine, який використала для кількох своїх проєктів.

## Історія

### Передумови та заснування (до 2002)

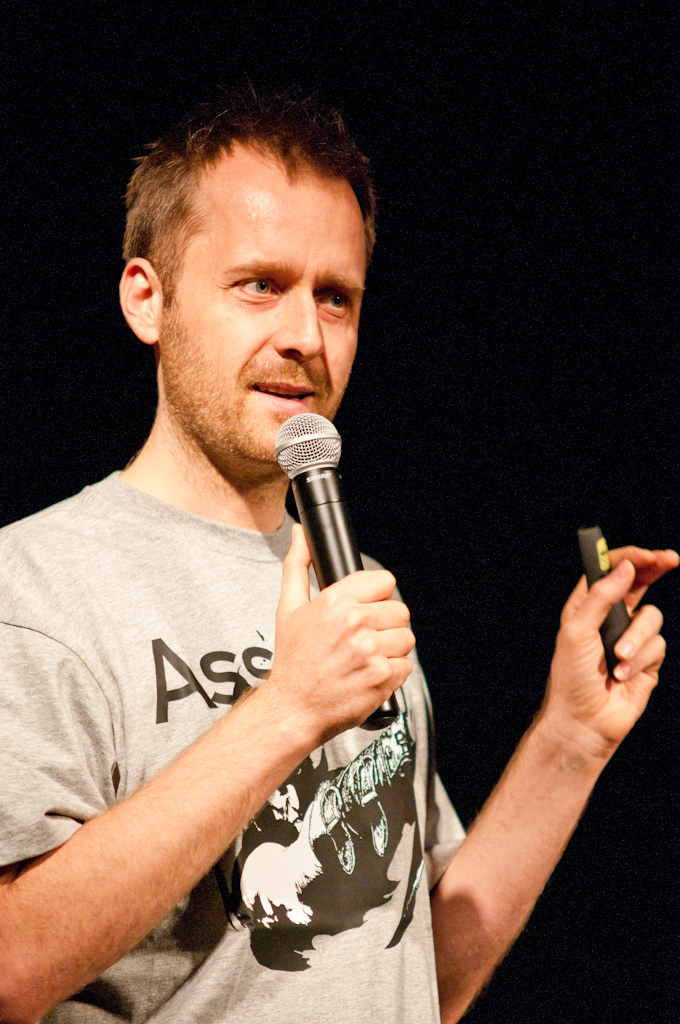
Марцин Івінський, співзасновник CD Projekt та CD Projekt Red

У травні 1994 року Марцин Івінський та Міхал Кічинський заснували компанію CD Projekt, що спеціалізувалася на дистриб'юції й локалізації закордонних відеоігор на внутрішньому ринку Польщі. З часом компанія почала втрачати ентузіазм щодо дистриб'юції та після того, як було скасовано роботу над портом Baldur's Gate: Dark Alliance для Microsoft Windows, над яким CD Projekt співпрацювала з Interplay Entertainment, засновники почали міркувати про розробку власних ігор, хоч і не мали досвіду в цьому. Компанія планувала використати код для Dark Alliance, який належав їй, як основу для свого першого оригінального проєкту. CD Projekt мала намір розробити серію ігор за мотивами творів Анджея Сапковського «Відьмак», що були популярні в Польщі, отримавши згоду автора. 1997 року права на франшизу було продано Metropolis Software, яка припинила роботу над своїм проєктом після розробки першого розділу. Компанія придбала права на «Відьмака» й заснувала CD Projekt Red в Лодзі у лютому 2002 року на чолі із Себастьяном Зелінським, який раніше розробив Mortyr 2093-1944 і був найнятий для роботи над Dark Alliance.

### СеріяThe WitcherіCyberpunk 2077(2002—2020)
Уривок зі статті Роберта Перчеса про CD Projekt для видання Eurogamer (2019)
Після заснування CDPR почала розробляти демоверсію гри за мотивами «Відьмака», яка мала перспективу зверху вниз, подібно до Dark Alliance та Diablo, і ґрунтувалася на ігровому рушії для Mortyr. Івінський та Кічинський подавали демо низці видавців, але без успіху. Офіс у Лодзі було закрито, а всі співробітники, окрім Зелінського, переїхали до варшавської штаб-квартири CD Projekt. Згодом Зелінський залишив студію і проєктом зайнявся Кічинський. Хоча розробка гри продовжилася, від демо було вирішено відмовитися. Через брак загального напряму внаслідок різних ідей серед розробників, гра знову опинилася на стадії проєктування у 2003 році. Команда, яка не була знайома із розробкою відеоігор, витратила майже два роки на організацію виробничого процесу. Студія заручилася підтримкою BioWare, яка допомогла з маркетингом гри на виставці E3 у 2004 році, запропонувавши CDPR місце на своєму стенді поряд із Jade Empire. BioWare також надала студії ліцензію на свій рушій Aurora. Бюджет проєкту перевершив очікування, тоді як початкова команда із 15 осіб розширилася приблизно до сотні, на утримання якої знадобилося 20 мільйонів злотих. Крім фінансових проблем, через які було видалено деякий контент, розробники натрапили на труднощі в англійському перекладі польського тексту. The Witcher, яка була видана компанією Atari у жовтні 2007 року, отримала загалом схвальні відгуки й стала першою частиною однойменної серії.

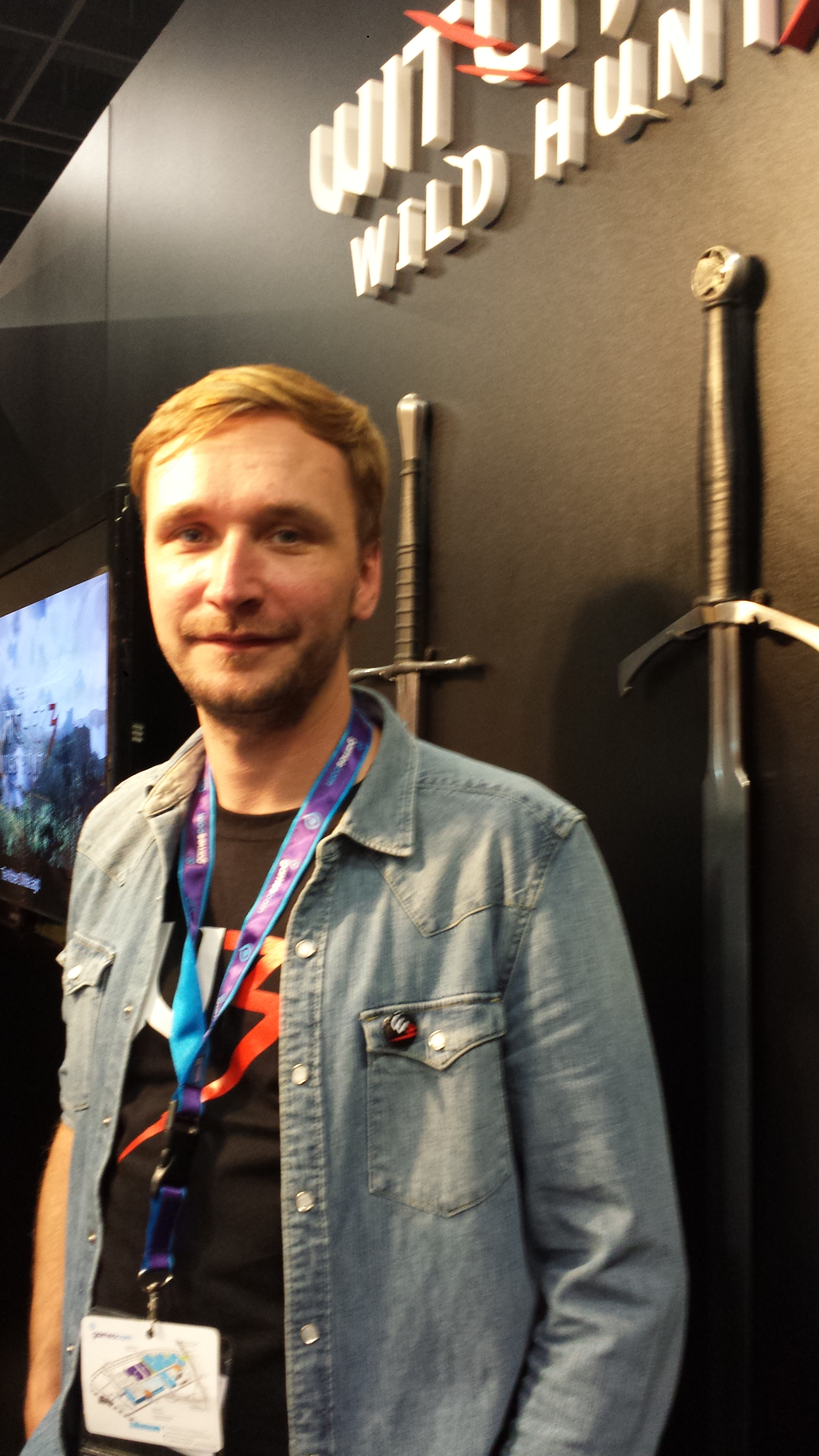
Адам Бадовський, голова CD Projekt Red з 2011 року

Оскільки продажі The Witcher виявилися задовільними, студія почала виробництво продовжень майже відразу після її випуску. Проте втілення цих планів було відтерміновано через початок розробки The Witcher: Rise of the White Wolf — порту The Witcher для PlayStation 3 та Xbox 360. CDPR співпрацювала з Widescreen Games над Rise of the White Wolf, але згодом розробка загальмувалася. Widescreen вимагала більше робітників, коштів та часу для розробки, і стверджувала, що не одержує оплати; за словами Івінського, CD Projekt платила їм більше, ніж своїм власним співробітникам. Врешті-решт проєкт було скасовано, тоді як Atari, яка була незадоволена цим рішенням, стала вимагати від CD Projekt відшкодування коштів за фінансування порту, після чого Івінського погодився, що Atari стане видавцем наступної частини The Witcher у Північній Америці. Через конфлікт навколо Rise of the White Wolf компанія зіткнулася з ризиком банкрутства, чому сприяла фінансова криза 2007—2008 років. Щоби подолати труднощі команда вирішила зосередитися на розробці The Witcher 2: Assassins of Kings і власного рушія REDengine. Assassins of Kings була випущена у травні 2011 року та отримала схвальні відгуки; станом на травень 2012 року було продано 1,7 мільйона копій гри. У серпні головою студії став Адам Бадовський, який до цього був художнім та ігровим директором.

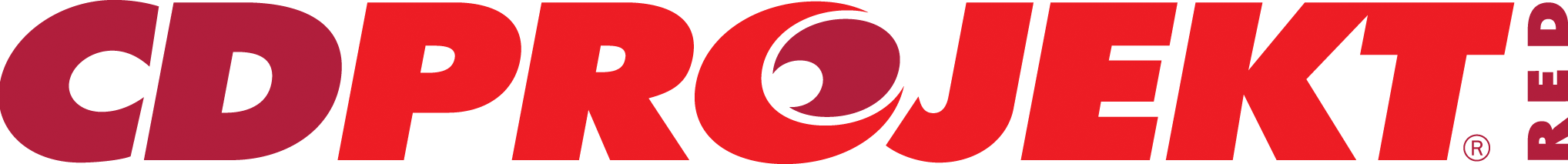
Логотип CD Projekt Red до травня 2014 року

Влітку 2013 року було відкрито структурний підрозділ CD Projekt Red Kraków, а у травні наступного року представлено оновлений логотип. Згодом студія випустила настільну гру The Witcher Adventure Game та умовно-безкоштовну The Witcher Battle Arena в співпраці з Can Explode Games і Fuero Games відповідно. Водночас розробники працювали над наступною частиною The Witcher з відкритим світом, яку хотіли зробити не гіршою за свої попередні проєкти та надати грі власні риси, щоб її не нарекли Witcher 2.5. CDPR прагнула вивести візуальну складову на новий рівень та випустити проєкт лише для Windows та восьмого покоління ігрових систем. Це спричинило суперечки серед розробників, деякі з яких хотіли випустити гру для консолей сьомого покоління задля збільшення прибутку. У міру розробки, яка коштувала понад 81 мільйона $, команда розширилася зі 150 до більш ніж 250 осіб; приблизно 1500 людей було долучено до виробничого процесу в усьому світі. За повідомленнями, розробники працювали понаднормово протягом року, щоб вкластися в терміни випуску. The Witcher 3: Wild Hunt, яка була випущена після неодноразових затримок у травні 2015 року, отримала визнання критиків і численні нагороди. Вона має два доповнення, Hearts of Stone та Blood and Wine, а також є однією з найкасовіших ігор із понад 40 мільйонами проданих копій станом на квітень 2022 року і вважається однією з найкращих відеоігор. У грудні 2015-го CDPR здобула премію «Розробник року» на церемонії The Game Awards.
У березні 2016 року було оголошено про плани щодо розширення CD Projekt, а двома роками пізніше компанія придбала Strange New Things, студію колишнього операційного директора Techland Павла Заводнього, що була перейменована на CD Projekt Red Wrocław і складається зі співробітників самої CDPR, а також колишніх розробників Techland та IO Interactive. Ігрові проєкти та доброзичлива політика до споживачів у той період здобула студії прихильність ігрової спільноти. Проте робочі умови у CDPR були поставлені під сумнів після того, як невдоволені співробітники залишили у її профілі на сайті Glassdoor численні негативні відгуки. Пізніше керівництво відповіло, що підхід студії до створення ігор «не для всіх». 2018 року CD Projekt випустила кілька цифрових колекційних карткових ігор — Gwent: The Witcher Card Game та Thronebreaker: The Witcher Tales. У лютому 2019 року студія здобула нагороду «Найкращий розробник» від користувачив сервісу Steam під час Steam Awards.
Після завершення розробки Blood and Wine студія зосередилася на своєму наступному проєкті — рольовому бойовику Cyberpunk 2077 за мотивами настільної гри Майка Пондсміта Cyberpunk, який був анонсований у травні 2012 року і став однією з найочікуваніших відеоігор. До жовтня 2019 року команда проєкту розширилася з 50 до 500 осіб, що перевищило кількість розробників The Witcher 3. Хоча спочатку керівництво представило модель «необов'язкових позанормових годин», щоб зменшити вплив розробки на особисте життя працівників, вони однаково були вимушені працювати шість днів на тиждень. Після численних затримок гру було випущено в грудні 2020 року. Версія для Windows отримала загалом схвальні відгуки та стала одним із найбільших відеоігрових випусків для ПК. Водночас консольні порти мали численні технічні проблеми, а деякі гравці повідомили, що в ці версії неможливо грати. CD Projekt і сама студія стали об'єктом розслідування польського Управління з питань конкуренції та захисту прав споживачів та колективних позовів через передбачувані спроби применшити серйозність технічних проблем перед випуском; зрештою студія врегулювала позови виплатою 1,85 мільйона $. Кічинський визнав, що підхід до маркетингу консольних версій підірвав довіру гравців до студії та пообіцяв випустити патчі для гри. За твердженнями CD Projekt, витрати на розробку Cyberpunk 2077 повністю окупилися лише коштом цифрових передзамовлень, тоді як станом на вересень 2022 року було продано понад 20 мільйонів копій гри.

### Кібератака та нові проєкти (з 2021)
На початку лютого 2021 року CD Projekt Red зазнала атаки програми-вимагача, унаслідок якої злочинці змогли отримати вихідний код до кількох ігор студії, включно із The Witcher 3, Gwent та Cyberpunk 2077, а також адміністративні файли. Вони почали вимагати грошову винагороду під загрозою витоку або продажу отриманого коду та файлів. CD Projekt відмовилася від переговорів і заявила, що особиста інформація залишилася недоторканною й компанія співпрацює з правоохоронними органами стосовно інциденту. Пізніше було повідомлено, що код було виставлено на аукціоні в даркнеті за стартовою ціною 1 мільйон $; згодом аукціон завершився, коли злочинці заявили, що отримали задовільну пропозицію. Протягом тижня після цього код поширився в інтернеті через соціальні мережі, після чого CD Projekt почала використовувати сповіщення DMCA для видалення публікацій. У березні CDPR придбала канадську компанію Digital Scapes Studios, яка була перейменована на CD Projekt Red Vancouver. У травні було повідомлено, що Конрад Томашкевич, ігровий директор The Witcher 3, пішов зі студії після звинувачень у цькуванні на робочому місці. У жовтні CDPR придбала бостонську студію The Molasses Flood.
У лютому 2022 року студія заявила, що пожертвувала 1 мільйон злотих Польській гуманітарній акції від імені CD Projekt для підтримки України на тлі російського вторгнення. Навесні CDPR оголосила про припинення продажів своїх продуктів у Росії та Білорусі, і запропонувала стажування для українців, які переїхали до Польщі через вторгнення. Тоді ж стало відомо, що студія працює над новою грою за мотивами «Відьмака». У липні студія випустила Gwent: Rogue Mage, доповнення до Gwent, яке отримало неоднозначні відгуки. У вересні студія випустила безплатну мобільну гру Roach Race, розроблену спільно з Crunching Koalas. У жовтні було повідомлено, що окрім гри за мотивами «Відьмака», яка має робочу назву Project Polaris і є першою частиною нової трилогії, CDPR працює над продовженням Cyberpunk 2077 під робочою назвою Project Orion і грою за новою інтелектуальною власністю під робочою назвою Project Hadar, тоді як The Molasses Flood розробляє окрему гру за мотивами «Відьмака» під робочою назвою Project Sirius. Також студія оголосила про відкриття структурного підрозділу в Бостоні та його об'єднання з ванкуверською командою як CD Projekt Red North America для розробки Orion. Того ж місяця Івінський заявив, що залишає CD Projekt. 26 жовтня CDPR анонсувала ремейк першої частини The Witcher, який розробляється студією Fool's Theory, де працюють деякі розробники оригінальної гри; CD Projekt Red здійснює творчий нагляд за виробництвом. У грудні стало відомо, що CD Projekt проведе злиття своєї дочірньої студії Spokko, яка розробила The Witcher: Monster Slayer, із CDPR.
У травні 2023 року було повідомлено, що CD Projekt Red скоротила 29 співробітників The Molasses Flood після перегляду концепції Project Sirius. Пізніше того ж місяця було оголошено, що до кінця року CDPR скоротить приблизно 30 розробників, які займаються підтримкою Gwent. У липні Кічинський повідомив про поступове скорочення орієнтовно 100 співробітників студії. У вересні студія випустила доповнення Cyberpunk 2077: Phantom Liberty, яке було анонсоване роком раніше та отримало загалом схвальні відгуки. Продажі Phantom Liberty сягнули понад 5 мільйонів копій протягом кількох місяців після випуску. У жовтні співробітники CD Projekt Red оголосили про створення Польського союзу розробників відеоігор у відповідь на низку звільнень у студії. Того ж місяця CDPR отримала номінацію на премію Golden Joystick Awards у категорії «Студія року».

## Розроблені ігри
| Рік  | Назва                             | Платформа                                                                         | Видавець          | Коментарі                                                                          |
| ---- | --------------------------------- | --------------------------------------------------------------------------------- | ----------------- | ---------------------------------------------------------------------------------- |
| 2007 | The Witcher                       | macOS, Windows                                                                    | Atari, CD Projekt | —                                                                                  |
| 2011 | The Witcher 2: Assassins of Kings | Linux, macOS, Windows, Xbox 360                                                   | Atari, CD Projekt | —                                                                                  |
| 2014 | The Witcher Adventure Game        | Android, iOS, macOS, Windows                                                      | CD Projekt Red    | Розроблена спільно з Can Explode Games                                             |
| 2015 | The Witcher Battle Arena          | Android, iOS                                                                      | CD Projekt Red    | Розроблена спільно з Fuero Games                                                   |
| 2015 | The Witcher 3: Wild Hunt          | Nintendo Switch, PlayStation 4, PlayStation 5, Windows, Xbox One, Xbox Series X/S | CD Projekt        | Також розробила доповнення Hearts of Stone (2015) та Blood and Wine (2016)         |
| 2018 | Gwent: The Witcher Card Game      | Android, iOS, PlayStation 4, Windows, Xbox One                                    | CD Projekt        | Також розробила доповнення Rogue Mage (2022)                                       |
| 2018 | Thronebreaker: The Witcher Tales  | Android, iOS, Nintendo Switch, PlayStation 4, Windows, Xbox One                   | CD Projekt        | —                                                                                  |
| 2020 | Cyberpunk 2077                    | PlayStation 4, PlayStation 5, Stadia, Windows, Xbox One, Xbox Series X/S          | CD Projekt        | Також розробила доповнення Phantom Liberty (2023)                                  |
| 2022 | Roach Race                        | Android, iOS                                                                      | CD Projekt        | Розроблена спільно з Crunching Koalas й також випущена як мінігра в Cyberpunk 2077 |
| —    | The Witcher 4                     | —                                                                                 | CD Projekt        | —                                                                                  |
| —    | Project Sirius                    | —                                                                                 | CD Projekt        | Розробляється дочірньою студією The Molasses Flood                                 |
| —    | Project Orion                     | —                                                                                 | CD Projekt        | —                                                                                  |
| —    | Project Hadar                     | —                                                                                 | CD Projekt        | —                                                                                  |

## Технології
Після випуску The Witcher CD Projekt Red почала працювати над власним ігровим рушієм REDengine, який мав замінити ліцензований рушій Aurora від BioWare. REDengine вперше було використано під час розробки The Witcher 2 для Windows. REDengine 2 є модернізованою версією REDengine, що використовує проміжне програмне забезпечення, як-от фізичний рушій Havok, інтерфейс Scaleform GFx та аудіобібліотеку FMOD. Його було використано для розробки порту The Witcher 2 для Xbox 360. REDengine 3, який було створено задля розробки відкритих середовищ у The Witcher 3, має динамічну фізику, систему синхронізації діалогів і покращені анімацію та світлові ефекти. Також він підтримує текстури й карти високої роздільної здатності та об'ємні ефекти, забезпечуючи удосконалений рендеринг хмар, туману, диму тощо. REDengine 3 має систему рендерингу для відкладеного або розширеного графічного конвеєра, що дало змогу використовувати великий спектр кінематографічних ефектів, у тому числі глибину різкості, градацію кольору і відблиски від декількох джерел світла. Система ландшафту в третій версії використовує теселяцію та кілька шарів матеріалу, з можливістю їхнього об'єднання. REDengine 4, який було використано під час розробки Cyberpunk 2077 та її доповнення Phantom Liberty, має підтримку трасування променів і консолей дев'ятого покоління.
У березні 2022 року CD Projekt Red оголосила про рішення відмовитися від використання REDengine і про партнерство з компанією Epic Games в рамках ліцензування та технічної розробки її рушія Unreal Engine 5, включно з інтеграцією деяких особливостей REDengine. За словами ігрового директора CDPR Ґейба Аматанджело, рішення про перехід на новий рушій було стратегічним і відповідало творчому баченню студії щодо майбутніх проєктів.

## Філософія
Івінський стосовно збереження незалежності
CD Projekt Red виступає проти використання технології керування цифровими правами (DRM) у відеоіграх та програмному забезпеченні. Студія дійшла висновку, що DRM неефективна в боротьбі з піратством програмного забезпечення, ґрунтуючись на даних про продажі The Witcher 2. CDPR виявила, що версія цієї гри з технологією DRM була незаконно завантажена понад 4,5 мільйона разів, тоді як цей же показник для перевидання без DRM виявився набагато нижчим. The Witcher 3 та Cyberpunk 2077 були випущені без технології DRM. Команда вважає, що безплатний завантажуваний вміст має стати галузевим стандартом і продемонструвала це, випустивши кілька безплатних вмістів для The Witcher 3.
За словами Бадовського, CD Projekt Red не стала дочірнім підприємством іншої компанії, щоб зберегти свою фінансову та творчу свободу, а також право власності на створені проєкти. 2015 року повідомлялося, нібито Electronic Arts намагається придбати студію, але Івінський спростував це, заявивши, що боротиметься за збереження незалежності.
Студія використовувала бізнес-модель, подібну до Rockstar Games, яка передбачає роботу над одним проєктом із великою командою, замість одночасної розробки кількох проєктів. У березні 2021 року CDPR оголосила про зміну своєї стратегії та перехід до паралельної роботи над кількома ААА-іграми.